# 岐邑美沙子
岐邑 美沙子（きむら みさこ、1955年9月30日 - ）は、日本の元女優。 東京都出身。本名、金子 美沙子（かねこ みさこ）。

## 人物
1978年3月、高千穂商科大学卒業。大学生時代にスカウトされたことがきっかけで芸能界入り、1975年、フジテレビの昼ドラマ『人形姉妹』でデビュー。
『暴れん坊将軍』の第1シリーズと第2シリーズでは、め組の辰五郎の妹・おまちの役でレギュラー出演。1990年代に一般の男性と結婚し、引退している。
趣味は読書、野球観戦（1978年当時）。

## 出演作品

### テレビドラマ
- 人形姉妹（1975年、フジテレビ）
- あがり一丁!（1976年、日本テレビ）[1]
- 光る崖（1977年、TBS金曜ドラマ）- 秘書
- 暴れん坊将軍（ANB / 東映）
  - 吉宗評判記 暴れん坊将軍（1978年 - 1982年） - おまち
  - 暴れん坊将軍II（1983年 - 1987年）- おまち
- 桃太郎侍 第74話「フグの毒より怖い罠」（1978年、NTV / 東映） - 妙
- スポーツケンちゃん（1978年 - 1979年、TBS / KHK） - 悦子おばさん
- 特捜最前線 第101話「拳銃哀歌Ⅰ・狼たちは跳んだ!」第102話「拳銃哀歌ⅠⅠ・狼たちの決算!」（1979年、ANB/東映）
- 銭形平次 第664話「去りゆく人々」（1979年、CX / 東映）
- 柳生一族の陰謀 第28話「闇に光る眼」（1979年、関西テレビ / 東映） - 初音
- 俺たちは天使だ! 第11話「運が悪けりゃゴリラが泣くぞ」（1979年、NTV） - 大町美代子
- 西遊記II 第2話「恐怖! 猿のワクチン」（1979年、NTV / KHK） - 麗々
- 雪姫隠密道中記 第9話「妹想いのドジな奴 - 倉敷 -」（1980年、TBS / 毎日放送） - おひろ
- 長七郎天下ご免!（ANB / 東映）
  - 第44話「恋も一途の仇討奉公」（1980年） - おさん
  - 第65話「鬼っ子江戸を走る!」（1981年） - おきみ
- 新・必殺仕事人 第44話「主水予算オーバーする」（1982年、ABC / 松竹） - おさよ
- 新五捕物帳 第186話「幼馴染みの別れ」（1982年、NTV / ユニオン映画）
- 日本犯科帳・隠密奉行 久留米篇（1982年、CX / 中村プロダクション）
- 御宿かわせみ第2シリーズ 第7話「倉の中」（1982年、NHK）
- 遠山の金さん 第41話「俺は見た! 料亭"水月"殺人事件」（1983年、ANB / 東映）
- 源九郎旅日記 葵の暴れん坊 第36話「奥能登にかけた蜃気楼」（1983年、ANB / 東映） - お妙
- 必殺仕事人IV 第10話「主水、せんを張り倒す」（1984年、ABC / 松竹） - お秋
- 夫婦ねずみ 今夜が勝負! 第10話「色っぽい幽霊が出た!! 次郎太寝込む」（1984年、テレビ東京）
- 華の嵐（1988年、東海テレビ / 泉放送制作） - 富士乃

### 映画
- もう頬づえはつかない（1979年、ATG）- 黄色いワンピースの女子大生[3][リンク切れ]